# Pointe Saint-Charles
Pour l’article homonyme, voir Pointe-Saint-Charles.
La pointe Saint-Charles est un cap à la frontière entre le Québec et Terre-Neuve-et-Labrador. Ce point est l'extrémité géographique oriental du Québec.

## Toponymie
L'endroit est officiellement désigné ainsi le 21 décembre 1982.

## Géographie
Le cap s'élève à 75 mètres. Il est situé exactement entre les villages de Blanc-Sablon et de L'Anse-au-Clair.